# Paul-René Martin
Paul-René Martin (* 17. Oktober 1929 in Lausanne; † 14. April 2002 ebenda, heimatberechtigt in Wagenhausen, Saint-Aubin-Sauges und Lausanne) war ein Schweizer Politiker (FDP).

## Ausbildung und Beruf
Nach dem Studium der Rechtswissenschaften in Lausanne, schloss er im Jahr 1954 das Lizentiat ab und wurde im gleichen Jahr Privatlehrer. Nach vier Jahren als Lehrer, wurde er 1960 Personal- und Verwaltungschef der Eidgenössischen Landwirtschaftlichen Forschungsanstalt in Lausanne. Von 1967 bis 1976 war er schliesslich Generalsekretär des Departements für Landwirtschaft, Industrie und Handel des Kantons Waadt. Weiter war er Untersuchungsrichter am Militärgericht.

## Politische Laufbahn
1965 wurde Martin in den Gemeinderat der Stadt Lausanne gewählt und war ab 1976 als Stadtrat für die Industriellen Betriebe zuständig. Ein Jahr später (1977) wurde er in den Grossen Rat des Kantons Waadt gewählt. Zwischen 1979 und 1984 war er Präsident der FDP Waadt. Im Jahr 1981 erfolgte die Wahl zum Stadtpräsidenten von Lausanne und konnte 1983 den Europapreis für seine Stadt entgegennehmen. 1987 erfolgte die Wahl in den Nationalrat, wo er bis 1991 Einsitz hatte.